# Assimil
Assimil ist ein Verlag, der Fremdsprachenkurse in Form von Lehrbüchern und Tonaufnahmen in verschiedenen Ländern anbietet. Das Unternehmen wurde 1929 vom Autodidakten Alphonse Chérel in Paris gegründet und hat seinen Hauptsitz heute in Chennevières-sur-Marne bei Paris.
Assimil entwickelt und veröffentlicht Fremdsprachenkurse; der erste war „L'Anglais Sans Peine“ („Englisch ohne Mühe“). Seitdem vergrößerte sich die Sprachenvielfalt beständig. Inzwischen werden Lernmedien für etwa 50 verschiedene Zielsprachen mit bis zu 12 Lehrsprachen weltweit angeboten. Für Deutschsprachige sind zurzeit 28 verschiedene Sprachen erhältlich. Das deutsche Lektorat sitzt in Köln und arbeitet mit freien Mitarbeitern an weiteren Selbstlernkursen.
Diese Methode, fremde Sprachen zu lehren, basiert auf der natürlichen Fähigkeit des intuitiven Lernens. Sie besteht darin, dass der Lerner parallel zum Lehrbuch mit dem fremdsprachigen Text auf der linken und dem muttersprachlichen Text auf der rechten Seite die Texte in der Fremdsprache hört. Der Schwerpunkt besteht darin, ganze Sätze zu verwenden. Man beginnt mit einer längeren Phase des passiven Lernens (Hören/Lesen/Verstehen) mit vielen kleinen Wiederholungen, ungefähr bis zur Hälfte des Lehrbuchs, bevor dann der „aktive“ Teil mit dem Bilden der ersten eigenen Sätze in der fremden Sprache (selber sprechen) anfängt.
Der Firmenname wurde von dem Wort „Assimilation“ abgeleitet.
In Deutschland gibt es zurzeit zwei verschiedene Reihen, die „ohne Mühe“-Reihe für Anfänger und Wiedereinsteiger (GER-Niveau A1-B2) und die „in der Praxis“-Reihe für Fortgeschrittene (Niveau B2-C1). Für Englisch gibt es außerdem einen Kurs für Wirtschaftsenglisch sowie zusätzliche Lehrwerke für fortgeschrittene Lerner.
In Deutschland sind im Gegensatz zu Frankreich die meisten Kurse auch für den PC (inkl. MP3-Sounddateien) erhältlich.

## Kurse für Deutschsprachige
| Zielsprache                   | ohne Mühe (A1-B2) | in der Praxis (B2-C1) | Wirtschaftssprache |
| ----------------------------- | ----------------- | --------------------- | ------------------ |
| Amerikanisches Englisch       | ja                | ja                    | ja                 |
| Arabisch                      | ja                | nein                  | nein               |
| Brasilianisches Portugiesisch | ja                | nein                  | nein               |
| Britisches Englisch           | ja                | ja                    | ja                 |
| Bulgarisch                    | ja                | nein                  | nein               |
| Chinesisch                    | ja                | nein                  | nein               |
| Dänisch                       | ja                | nein                  | nein               |
| Finnisch                      | ja                | nein                  | nein               |
| Französisch                   | ja                | ja                    | nein               |
| Griechisch                    | ja                | nein                  | nein               |
| Hindi                         | ja                | nein                  | nein               |
| Indonesisch                   | ja                | nein                  | nein               |
| Italienisch                   | ja                | ja                    | nein               |
| Japanisch                     | ja                | nein                  | nein               |
| Kroatisch                     | ja                | nein                  | nein               |
| Latein                        | ja                | nein                  | nein               |
| Niederländisch                | ja                | nein                  | nein               |
| Norwegisch                    | ja                | nein                  | nein               |
| Persisch                      | ja                | nein                  | nein               |
| Polnisch                      | ja                | nein                  | nein               |
| Portugiesisch                 | ja                | nein                  | nein               |
| Rumänisch                     | ja                | nein                  | nein               |
| Russisch                      | ja                | ja                    | nein               |
| Schwedisch                    | ja                | nein                  | nein               |
| Spanisch                      | ja                | ja                    | nein               |
| Tschechisch                   | ja                | nein                  | nein               |
| Türkisch                      | ja                | nein                  | nein               |
| Ungarisch                     | ja                | nein                  | nein               |
| Vietnamesisch                 | ja                | nein                  | nein               |

## Bücher
- Englisch ohne Mühe, ISBN 978-3-89625-018-6
- Englisch in der Praxis, ISBN 978-3-89625-008-7
- Englisch in der Praxis, Lehrbuch mit 4 Audio-CDs, ISBN 978-3-89625-208-1
- Wirtschaftsenglisch, Lehrbuch mit 4 Audio-CDs, ISBN 978-3-89625-204-3
- Französisch ohne Mühe, Lehrbuch, ISBN 978-3-89625-011-7, 4 Audio-CDs, ISBN 978-2700512199,
- Französisch ohne Mühe, Lehrbuch mit 4 Audio-CDs, ISBN 978-3-89625-211-1
- Französisch in der Praxis, Lehrbuch mit 4 Audio-CDs, ISBN 978-2700510850
- Spanisch ohne Mühe heute, Lehrbuch mit 4 Audio-CDs, ISBN 978-2700510522
- Spanisch ohne Mühe heute, Lehrbuch, ISBN 978-2700501070; 4 Audio-CDs, 978-2700512021
- Spanisch in der Praxis, mit 4 Audio-CDs, ISBN 978-2700520583
- Italienisch ohne Mühe heute, Lehrbuch mit 4 Audio-CDs, ISBN 978-2700501131
- Italienisch in der Praxis, Lehrbuch, ISBN 978-2700501490, 4 Audio-CDs, ISBN 978-2700512496
- Japanisch ohne Mühe (Band 1), ISBN 2-7005-0150-0
- Japanisch ohne Mühe (Band 2), ISBN 2-7005-0151-9
- Griechisch ohne Mühe, MP3-CD, ISBN 978-2700512991
- Schwedisch ohne Mühe, Lehrbuch, 4 Audio-CDs, ISBN 978-3-89625-220-3
- Schwedisch ohne Mühe, 4 Audio-CDs, ISBN 978-3-89625-020-9
- Het nieuwe Nederlands zonder moeite. 4 Audio-CDs, ISBN 978-2700512748